# Barnet (Vermont)
Barnet è un comune (town) statunitense dello stato del Vermont, contea di Caledonia (Non va confuso con l'omonimo quartiere londinese, con il quale esso è gemellato).
Il suo confine orientale è segnato dal corso del fiume Connecticut.